# Juliana Viana Vieira
Juliana Viana Vieira (Teresina, 23 de setembro de 2004) é uma jogadora brasileira que compete em badmínton. Ela ganhou uma medalha de bronze nos Jogos Panamericanos de 2023, na categoria de duplas.
Em 2024, ela é uma das representantes do Brasil no badminton, categoria simples, durante os Jogos Olímpicos de Paris.

## Biografia
Juliana Vieira começou a praticar o badmínton ainda na infância em um projeto social de extensão universitária realizado pela Universidade Federal do Piauí (UFPI) no Centro de Convivência Ludjan Ladeira, situado no bairro de Monte Castelo, em Teresina (Piauí).
Ela estreou em campeonatos internacionais no esporte com apenas 14 anos, quando Juliana conquistou a medalha de prata, na categoria sub-15 feminina, no 27º Campeonato Pan-americano Júnior de Badminton realizado em 2018 na Bahia (Brasil). Desde então ela foi se destacando na modalidade.
Em 2022, ela foi escolhida "Atleta do Ano" pelo Comitê Olímpico Brasileiro (COB).
No Campeonato Mundial de Badminton de 2023, se tornou a primeira brasileira a vencer um jogo em Mundiais na categoria individual.
Durante os Jogos Panamericanos de Santiago do Chile, realizados em 2023, Juliana se destacou ainda mais no plano internacional, quando obteve no badmínton na categoria dupla, com a também piauiense Sânia Lima, a medalha de bronze para o Brasil.
Em 2024, a piauiense Juliana Vieira e o fluminense Ygor Coelho foram os dois atletas de badmínton selecionados para representar o Brasil nos Jogos Olímpicos de Paris realizados nesse ano, quando participaram na categoria simples da modalidade.
Aos 19 anos de idade, participando dos Jogos Olímpicos de 2024 em Paris, na fase de grupos, fez jogo parelho com a cabeça de chave n.11 do torneio, a tailandesa Supanida Katethong, e, ao derrotar Lo Sin Yan, de Hong Kong, se tornou a primeira brasileira a vencer um jogo individual em Olimpíadas e o segundo brasileiro de modo geral, depois de Ygor Coelho.